# Kendall (condado de Lafayette, Wisconsin)
Kendall es un pueblo ubicado en el condado de Lafayette en el estado estadounidense de Wisconsin. En el Censo de 2010 tenía una población de 454 habitantes y una densidad poblacional de 4,12 personas por km².

## Geografía
Kendall se encuentra ubicado en las coordenadas 42°45′37″N 90°14′0″O / 42.76028, -90.23333. Según la Oficina del Censo de los Estados Unidos, Kendall tiene una superficie total de 110.2 km², de la cual 110.16 km² corresponden a tierra firme y (0.03%) 0.04 km² es agua.

## Demografía
Según el censo de 2010, había 454 personas residiendo en Kendall. La densidad de población era de 4,12 hab./km². De los 454 habitantes, Kendall estaba compuesto por el 97.14% blancos, el 0% eran afroamericanos, el 0% eran amerindios, el 0% eran asiáticos, el 0% eran isleños del Pacífico, el 1.76% eran de otras razas y el 1.1% pertenecían a dos o más razas. Del total de la población el 2.42% eran hispanos o latinos de cualquier raza.